# Championnat de Guadeloupe de football
Championnat de Guadeloupe de football är det franska utomeuropeiska territoriet Guadeloupes högstaliga i fotboll. Ligan grundades 1937 och första säsongen sparkade igång samma år.

## Mästare genom tiderna
- 1937–39 — Okänt
- 1940 — Redoutable
- 1941 — Cygne Noir
- 1942 — Redoutable
- 1943 — Racing Club
- 1944/45 — Moulien
- 1945/46 — Okänt
- 1946/47 — Moulien
- 1947/48 — Moulien
- 1948/49 — Moulien
- 1949/50 — Racing Club
- 1950/51 — Moulien
- 1951/52 — Red Star
- 1952/53 — Moulien
- 1953/54 — Arsenal
- 1954/55 — Moulien
- 1955/56 — Moulien
- 1956/57 — Capesterrien
- 1957/58 — Okänt
- 1958/59 — Okänt
- 1959/60 — La Gauloise
- 1960/61 — Okänt
- 1961/62 — Capesterrien
- 1962/63 — Cygne Noir
- 1963/64 — Capesterrien
- 1964/65 — Moulien
- 1965/66 — Red Star
- 1966/67 — Juventus
- 1967/68 — Racing
- 1968/69 — Juventus
- 1969/70 — Red Star
- 1970/71 — La Gauloise
- 1971/72 — Cygne Noir
- 1972/73 — Juventus
- 1973/74 — Juventus
- 1974/75 — Juventus
- 1975/76 — Juventus
- 1976/77 — La Gauloise
- 1977/78 — La Gauloise
- 1978/79 — Juventus
- 1979/80 — L'Etoile
- 1980/81 — L'Etoile
- 1981/82 — L'Etoile
- 1982/83 — Cygne Noir
- 1983/84 — Capesterre
- 1984/85 — Moulien
- 1985/86 — Ansoise
- 1986/87 — Ansoise
- 1987/88 — Solidarité
- 1988/89 — Zénith
- 1989/90 — Solidarité
- 1990/91 — Solidarité
- 1991/92 — Solidarité
- 1992/93 — Solidarité
- 1993/94 — Moulien
- 1994/95 — Arsenal
- 1995/96 — L'Etoile
- 1996/97 — L'Etoile
- 1997/98 — L'Etoile
- 1998/99 — Racing
- 1999/00 — Juventus
- 2000/01 — L'Etoile
- 2001/02 — L'Etoile
- 2002/03 — Phare Petit-Canal
- 2003/04 — Racing
- 2004/05 — Gosier
- 2005/06 — Vieux-Habitants
- 2006/07 — L'Etoile
- 2007/08 — Evolucas
- 2008/09 — Moulien
- 2009/10 — Vieux-Habitants
- 2010/11 — Moulien
- 2011/12 — Saintes
- 2012/13 — Moulien
- 2013/14 — Moulien
- 2014/15 — Moulien
- 2015/16 — USR
- 2016/17 — USR
- 2017/18 — Moulien
- 2018/19 — Amical
- 2019/20 — AS Gosier (Gosier)
- 2020/21 — AS Gosier (Gosier)
- 2021/22 — Solidarité-Scolaire (Baie-Mahault)
- 2022/23 – CS Moulien